# Cigne petit
El cigne petit (Cygnus columbianus) és una espècie d'ocell de la família dels anàtids que fa uns 115-127 cm de llargada. Es diferencia del cigne cantaire per tenir el coll més curt i el bec en gran part negre i amb la base groga. Se'n distingeixen dues subespècies: el cigne petit de Bewick (Cygnus colombianus bewickii) i el cigne petit neàrtic (Cygnus columbianus columbianus). Cria a la tundra i a l'hivern sol trobar-se al litoral del nord d'Europa. Als Països Catalans, hi pot tenir una presència esporàdica a l'hivern.

## Noms d'Espanya
- Cisne chico (castellà) - Beltxarga txiki (basc) - Cisne pequeno (gallec).

## Trets
El més petit dels cignes, té un cos força robust, encara que el seu coll pot semblar a vegades molt prim. A diferència del Vulgar és salvatge, però s'ha tornat més domesticat en certs llocs en els que rep menjar a l'hivern.
Vocalitza molt, sobretot en grup; els seus reclams poden ser escoltats a gran distància.
- VEU, notes tipus clarí fortes, menys estridents i retumbants que el Cantaire; els grups solen emetre cants suaus, conversacionals.
- NIU, pila de tiges d'herbes i vegetació similar a la vora de tolls en la tundra; 3-5 ous; 1 niada; maig-juny.
- ALIMENT, sol pastar en prats o camps de cereal, o menjar arrels en camps llaurats; amb menys freqüència a l'aigua.
- OBSERVACIÓ, la subespècie C. c, columbianus (Nord-amèrica, molt rara a Europa) té una taca petita groga en bec negra.
- LONGITUD, 1,15-1,27 m.
- ENVERGADURA, 1,8-2,1 m.
- PES, 5-6,5 kg.
- LONGEVITAT, fins a 10 anys.
- VIDA SOCIAL, bandades.
- STATUS, localitzat

## Espècies similars
- Cigne cantaire